# انسان‌محوری
انسان‌محوری یا انسان‌مداری یا انسان‌مرکزی (به انگلیسی: Anthropocentrism) نوعی جهان‌بینی است که بر اساس آن انسان سرچشمهٔ همهٔ ارزش‌هاست، زیرا مفهوم ارزش ساختهٔ انسان است و برای طبیعت به‌صرف اینکه در خدمت انسان است ارزش قائل است. بر اساس این نگرش، انسان مرکز کائنات است و محیط‌زیست تنها در خدمت منافع انسان است و هیچ حقی برای طبیعت به خودی خود در نظر گرفته نمی‌شود.
این اصطلاح می‌تواند برابر humanocentrism استفاده شود، درحالی‌که اصطلاح اول بیشتر به برتری انسان اشاره دارد. انسان‌محوری مفهومی عمده در اخلاق زیست‌محیطی و فلسفه زیست‌محیطی است، که در آنها دیدگاه انسان‌محور، ریشهٔ مشکلات ایجادشده به علت تعامل بشر با محیط زیست انگاشته شده‌است. هرچند، دیدگاه انسان‌محور، به‌طور عمیق در فرهنگ‌های مدرن بشری و اعمال آگاهانه آنها گنجانده شده‌است.

## خاستگاه
برخی از طرفداران استثنایی انسان به شواهدی از پیشرفت سریع نامعمول مغز و ظهور توانایی‌های استثنایی اشاره دارند. همان‌طور که یکی از تفسیرگران آن را بیان می‌کند، «در طول تاریخ بشر، ما در پرورش توانمندی‌های خودمان موفق بوده‌ایم، شکل‌دادن به پیشرفت ما و تأثیر بر جهان به صورت عمدی، کاملاً متفاوت از فرایندهای تکاملی» است.